# Sân vận động Olympic Saparmurat Turkmenbashy
Sân vận động Olympic Saparmurat Turkmenbashy (tiếng Turkmen: Saparmyrat Türkmenbaşy adyndaky Olimpiýa Stadiony) là một sân vận động đa năng ở Ashgabat, Turkmenistan. Sân vận động mới được xây dựng từ năm 2013 đến năm 2017, trên nền đất của Sân vận động Olympic cũ. Sân được sử dụng chủ yếu cho các trận đấu bóng đá. Đây là sân nhà của đội tuyển bóng đá quốc gia Turkmenistan. Sân cũng tổ chức các buổi hòa nhạc của các ca sĩ nhạc pop Turkmenistan như Maral Ibragimova.
Sân vận động là địa điểm chính của Đại hội Thể thao Trong nhà và Võ thuật châu Á 2017. Lễ khai mạc và bế mạc của đại hội đã diễn ra tại đây vào ngày 17 và ngày 27 tháng 9 năm 2017.